# Вулька-Пежхненська
Вулька-Пежхненська (пол. Wólka Pierzchnieńska) — село в Польщі, у гміні Стара Блотниця Білобжезького повіту Мазовецького воєводства.
У 1975-1998 роках село належало до Радомського воєводства.